# 科林·本杰明
科林·本杰明（Collin "Chippa" Benjamin，1978年8月3日—）是一名已退役的納米比亞足球運動員，擔任後衛。
班捷文是納米比亞國家足球隊的成員。

## 外部連結
- eurosport 本杰明 數據（简体中文）